# Asrevesläktet
Asrevesläktet (Brachystelma) är ett släkte i familjen oleanderväxter med cirka 120 arter från södra Afrika och en art som förekommer i Indien, Nya Guinea och Australien.
Släktet innehåller små, krypande till upprätta, fleråriga örter med en ensam rotknöl eller med förtjockade rötter. Blommorna sitter i en flocklik samling, den är toppställd eller kommer fram vid bladvecken. Kronan är klocklik till mer eller mindre utbredd, flikarna är utbredda eller sammanväxta i spetsen så de formar en bur-liknande bildning. Bikronan är i en eller två serier. Frukten består av två, kala baljkapslar. Fröna är vingade med en tofs hår i spetsen.

### Webbkällor
- Flora of Zimbabwe - Brachystelma
- Svensk Kulturväxtdatabas